# Bochow (Niedergörsdorf)

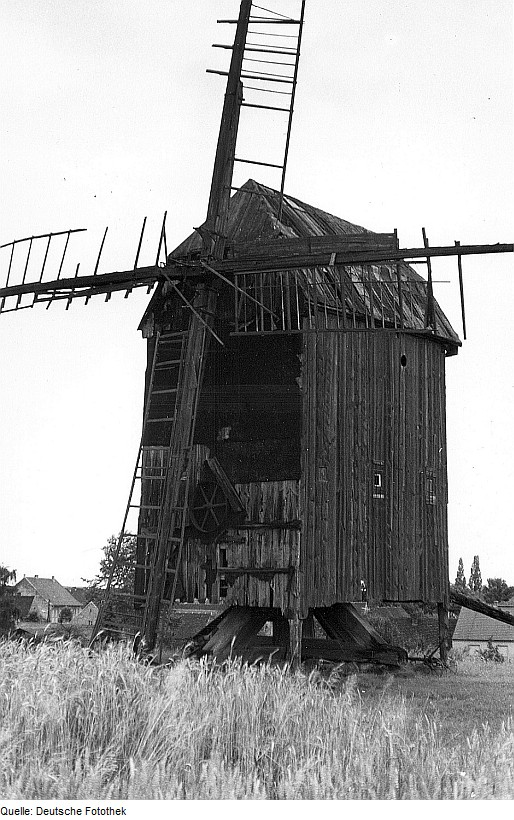
Ehemalige Bockwindmühle

Bochow ist ein Ortsteil der amtsfreien Gemeinde Niedergörsdorf im Landkreis Teltow-Fläming (Brandenburg). Der Ort liegt etwa fünf Kilometer südlich der Stadt Jüterbog. Heute leben etwa 320 Einwohner im Dorf. Bochow ist von der Anlage her ein Straßenangerdorf.

## Lage
Das Dorf liegt im Osten der Gemarkung von Niedergörsdorf und grenzt im Norden an Jüterbog. Östlich liegt der Ortsteil Hohengörsdorf der Gemeinde Niederer Fläming, südlich der Niedergörsdorfer Ortsteil Langenlipsdorf und südwestlich der Ortsteil Oehna. Nordwestlich liegt der Ortsteil Rohrbeck.
Die Wohnbebauung konzentriert sich um den Dorfanger, während die übrigen Flächen vorzugsweise landwirtschaftlich genutzt werden. Im Dorfzentrum befindet sich unter anderem ein kleiner Teich, der durch den Bochower Graben in die Nuthe entwässert. Bochow entwickelte sich im Laufe der Zeit zu einem Straßenangerdorf. Im Osten befand sich die wüste Feldmark Grünthal, im Norden wurden 1936/1937 Dorfstellen erwähnt. Da Bochow früher zwei Mühlen besaß, gab es für Teile des Dorfes besondere Bezeichnungen, wie das „Mellerenge“, das Müllerende.

## Geschichte und Etymologie

### Vorzeit
Die jungsteinzeitliche Kreisgrabenanlage von Bochow wurde 1991 von Günter Wetzel entdeckt und 1991 durch den Luftbildarchäologen Otto Braasch per Luftbild dokumentiert. Die Anlage wurde während des Mittelneolithikums vor etwa 6700 Jahren errichtet und wird der Kultur der Stichbandkeramik zugeordnet. 

### 13. und 14. Jahrhundert

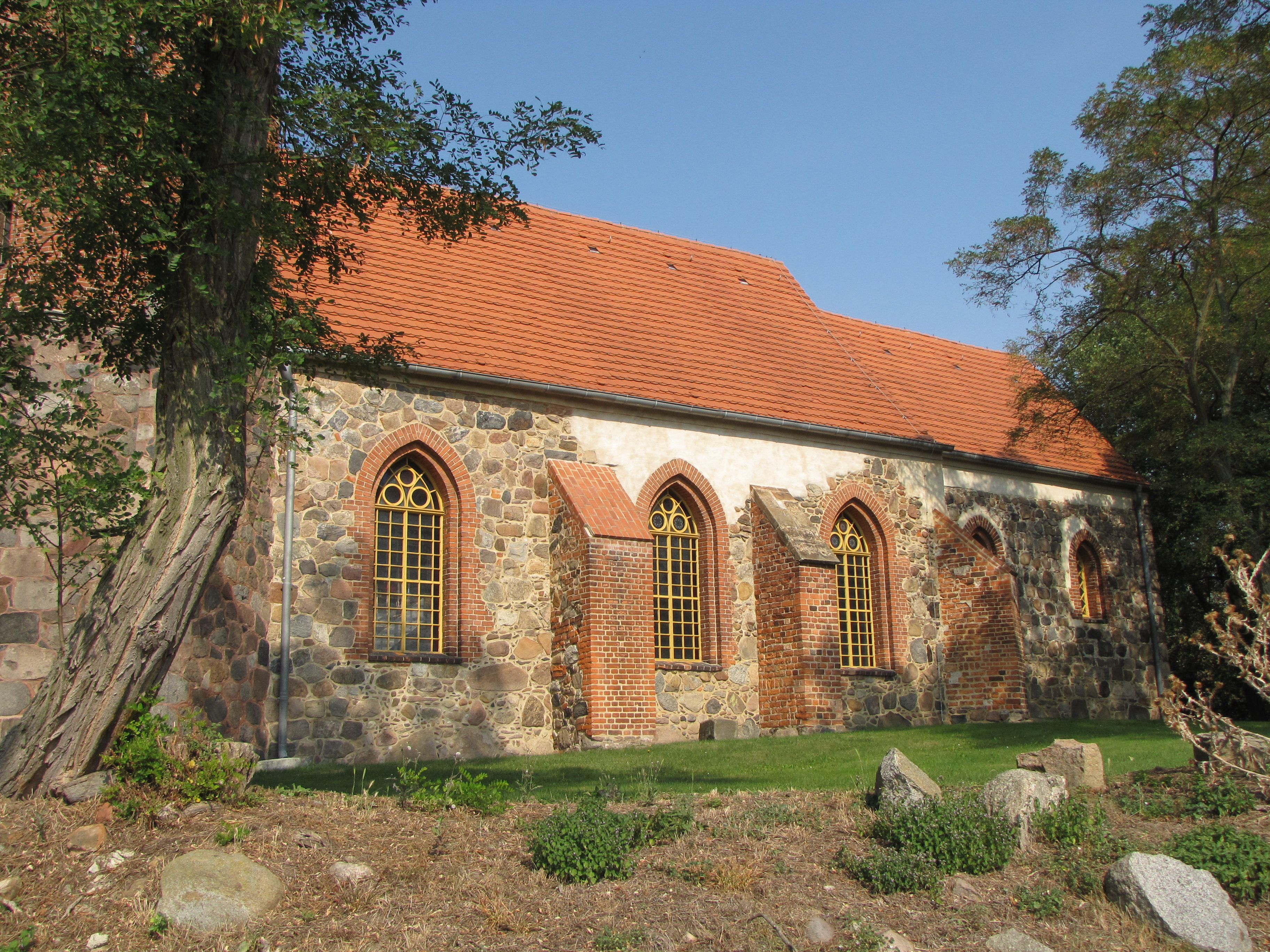
Südseite der Dorfkirche, mit unterschiedlichem Feldsteinmauerwerk von Schiff und Chor

Eine erste Erwähnung in Schriftform des Dorfes Bochow, allerdings nur indirekt, geht auf das Jahr 1225 zurück, als ein Johanne de Buchowe in einer Urkunde erwähnt wird. Der Ortsname stammt aus der slawischen Besiedelungszeit in der Nutheniederung. Schlimpert (1991) leitet ihn von einem Personennamen Boch ab, also Ort eines Boch. Wobei Boch eine Kurzform von slawischen Vornamen wie Boguslav oder Borislav ist. Das Dorf wird bis in das 15. Jahrhundert hinein auch Magna oder Major Bochow genannt, zur Unterscheidung von Lüttgen-Bochow, einem Ort der südlich von Jüterbog lag und im 15. Jahrhundert wüst fiel. In späteren Urkunden entfielen meist das Magna/Major, da eine Unterscheidung nicht mehr notwendig war. Die Oberhoheit über das Dorf lag bis 1566 beim Erzbistum von Magdeburg; das Dorf wurde schon vor 1335 von der Vogtei Jüterbog verwaltet, die auch die Ober- und Untergerichtsbarkeit ausübte. Die Abgaben, die das Dorf und die einzelnen Bauern und Taglöhner zu entrichten hatten, gingen an die verschiedensten Personen und Institutionen. Das Historische Ortslexikon listet 35 Besitzteile auf, oft wechselten die Empfänger der Abgaben häufig. So hielten die Herren von der Dahme von vor 1368 bis 1386 insgesamt acht Hufen, die verliehen waren und danach mit dem ersten Anteil vereint wurden. Die Familie Bochow erhielt vor 1368 bis nach 1383 die Hebung aus einer Hufe, die sich 1368 auf 9 Scheffel Roggen 6 Scheffel Hafer und 3 Scheffel Gerste beliefen. Später waren es neben den genannten Hebungen auch die Abgaben von zwei weiteren Hufen, die 1 Wispel Roggen, 12 Scheffel Hafer und 6 Scheffel Gerste ergaben (1383). Dieser Anteil fiel, wie auch alle nachfolgenden an den Landesherren bzw. das Amt. Die Hebungen aus zwei Hufen, die zusammen je 18 Scheffel Roggen und Hafer ergaben, lagen vor 1368 bei der Familie Düwel. Im Jahr 1393 bestanden sie aus zwei Hufen zum Leibgedinge, die dem Bürger Luckenwalde aus Jüterbog gehörten und danach an den Landesherren gingen. Der fünfte Anteil bestand aus zwei Hufen oder Hebungen aus diesen Hufen (Geld und 6 Scheffel Korn), die vor 1368 bei der Familie Kreyenvot lagen, die sie bis nach 1383 hielten. Vor 1368 hielt der Krüger bis 1383 die Hebungen (5 Wispel Roggen, 1368) bzw. Hebungen aus einer Hufe (9 Scheffel Roggen, 6 Scheffel Hafer, 4 Scheffel Gerste, 1383). Der siebte Anteil lag vor 1368 bis 1479 beim Bürger Künecke aus Jüterbog. Er erhielt die Hebungen aus drei Hufen (jede gab 9 Scheffel Roggen, 3 Scheffel Gerste und 6 Scheffel Hafer, 1368) bzw. Hebungen aus sechs Hufen, von denen vier Hufen jede 9 Scheffel Roggen, 9 Scheffel Hafer und 4 Scheffel Gerste gab. Zwei Hufen gaben je 8 Scheffel Roggen und Hafer (1467). Dieser siebte Anteil wurde zunächst geteilt. Die Hebungen aus drei Hufen, die im Jahr 1497 jede 9 Scheffel Roggen, 9 Scheffel Hafer und 4 Scheffel Gerste brachten, gingen von 1479 bis 1611 an den Bürger Jungermann aus Jüterbog. Auch dieser Anteil wurde geteilt. Die Hebungen aus drei Hufen, die jede 9 Scheffel Hafer erbrachten, gingen von 1611 bis 1658 an die von Hagen und danach an den Landesherren. Der zweite Anteil lag von 1611 bis 1613 bei der Familie Jungermann, kam anschließend in den unmittelbaren Besitz des Administrators und von 1615 bis 1654 an die Familie von Löben. Anschließend übernahm von 1654 bis 1769 der kurfürstliche brandenburgische Hof- und Konsistorialrat Reinhardt bzw. seine Erben den Anteil. Von dort kam er im Jahr 1770 bis nach 1815 an den Bürger Balzer aus Jüterbog. Es handelte sich um Hebungen aus einer Dorfhufe, die 9 Scheffel Roggen und den Fleischzehnten erbrachten sowie zwei weiteren Hufen, die jede 9 Scheffel Roggen ergaben (1649). Der zweite Anteil war von 1479 bis 1489 im Besitz des Bürgers Künecke aus Jüterbog. Er verkaufte ihn 1489 an die Familie Lubitz, die ihn 1511 an den Ritterkoch Keller weitergab. Bis 1514 war er im Besitz des Dechant Slamaws aus Wittenberg, kam 1514 zur Familie Hainholz und danach zum Barbier Francke. Bis 1541 hielt der Wundarzt Hunold den Anteil, anschließend besaßen die von Klitzing den Anteil bis 1663. Es handelte sich um die Hebungen aus zwei Hufen, die jede 6 Scheffel Roggen und 6 Scheffel Hafer gaben (1541) und anschließend ebenfalls an den Landesherren fielen. Der achte Anteil bestand aus Hebungen aus einer Hufe, die je 9 Scheffel Roggen und Hafer ergaben und vor 1383 bei der Familie Lehmann lag. Den neunten Anteil besaß vor 1368 die Familie von Leipzig(er). Es handelte sich um vier Hufen, die zusammen 1 1⁄2 Wispel Roggen und 1 1⁄2 Wispel Hafer gaben. Der zehnte Anteil lag vor 1368 bei der Familie Mortitz und bestand aus Hebungen aus einer Hufe, die 9 Scheffel Hafer und 9 Scheffel Roggen gaben. Den elften Anteil besaß vor 1368 bis nach 1389 der Bürger Papeian an Jüterbog. Es handelte sich um Hebungen aus zehn Hufen, die je 9 Scheffel Roggen und 9 Scheffel Hafer gaben (1368) bzw. neun die je 9 Scheffel Roggen und 9 Scheffel Hafer und eine mit 9 Scheffel Roggen und 3 Scheffel Gerste gaben (1383). Sechs Jahre später gaben 6 Hufen ja 9 Scheffel Roggen und 9 Scheffel Hafer, die anderen je 8 Scheffel Roggen, 8 Scheffel Hafer und Geld. Der zwölfte Anteil lag vor 1368 bis nach 1383 in Petkus und bestand aus Hebungen aus einer Hufe, die je 6 Scheffel Roggen und 6 Scheffel Hafer gaben (1368). Der 13. Anteil lab vor 1368 bis nach 1414 beim Bürger Römer aus Jüterbog. Er besaß die Hebungen aus vier Hufen, von denen drei je 10 Scheffel Roggen, 6 Scheffel Hafer und vier Scheffel Gerste und eine 9 Scheffel Roggen, 6 Scheffel Hafer und 3 Scheffel Gerste gaben (1368). Dieser 13. Anteil wurde anschließend geteilt. Der erste Anteil ging von 1466 bis 1506 an den Bürger Niewendorf aus Jüterbog und kam 1506 an die Familie Meinecke, die ihn bereits seit 1478 zur Anwartschaft hielten. Es handelte sich um Hebungen aus einer Hufe, die 9 Scheffel Roggen, 3 Scheffel Gerste, 6 Scheffel Hafer, Geld und den Fleischzehnten gaben. Der zweite Anteil lag von 1447 bis 1484 bei der Familie von Staupitz, kam bis 1487 an die Familie von Schlieben und bestand aus Hebungen aus einer Hufe, die 9 Scheffel Roggen, 3 Scheffel Gerste, 6 Scheffel Hafer und den Fleischzehnten erbrachten. Der 14. Anteil war bis 1386 ein Afterlehen der Herren von der Dahme und war vor 1368 bis nach 1386 im Besitz der Familie Rohrbeck und seines Onkels Wittram. Es handelte sich um Hebungen aus zwei Hufen, die 18 Scheffel Roggen, 6 Scheffel Gerste und 1 Malter Hafer ergaben (1386). Der 15. Anteil lag vor 1368 bis nach 1473 beim Richter bzw. Bürger Zeuden aus Jüterbog und wurde 1473 den von Schlieben zur Anwartschaft eingeräumt. Es handelte sich um Hebungen aus vier Hufen, die jede 10 Scheffel Roggen, 4 Scheffel Gerste und 6 Scheffel Hafer erbrachten (1368) bzw. eine Hufe (1383). Der 16. Anteil lab bis 1378 bei der Familie von Heinrichsdorf über eine Hufe. Diese wurde 1378 von den Kalandsherren für den Annenaltar in St. Nikolai in Jüterbog erworben. Sein Verbleib ist unklar; im 16. Jahrhundert wurde er noch im Besitz des Annenaltars genannt und kam vielleicht im Zusammenhang mit dem 35. Anteil an die Kirche. Die von Borgisdorf besaßen vor 1383 Hebungen in Höhe von 3 Scheffel Roggen. Der 18. Anteil lag vor 1383 bis 1492 beim Bürger Gotz aus Jüterbog und kam 1492 zum Bürger Jungermann (ebenfalls aus Jüterbog), der ihn (bzw. dessen Erben) bis 1611 hielten. Es handelte sich um Hebungen aus einer Hufe, die je 9 Scheffel Roggen und Hafer ergaben (1383) und anschließend geteilt wurden. Die Hebungen aus einer Hufe mit 9 Scheffel Hafer kamen von 1611 bis 1658 an die Familie von Hagen. Der zweite Anteil – die Hebungen aus einer Hufe mit 9 Scheffel Roggen (1658) – lag von 1611 bis 1613 bei der Familie Jungermann, kam anschließend in den unmittelbaren Besitz des Administrators, der ihn 1615 an die Familie von Löben weitergab. Sie hielten ihn bis 1654 und verkauften ihn im genannten Jahr an den kurfürstlich-brandenburgischen Hof- und Konsistorialrat Reinhart bzw. dessen Erben. Von dort kam er 1770 an den Bürger Balzer aus Jüterbog, der ihn (bzw. dessen Erben) bis 1815 hielt. Der 19. Anteil war von 1383 bis 1389 im Besitz der Familie von Ottersleben und kam 1389 an die von Richenheim. Es handelte sich um die Hebungen aus vier Hufen, die jede 9 Scheffel Roggen und 9 Scheffel Hafer (1383) gab bzw. zwei Hufen (1389). Der 20. Anteil (eine Hufe) ging 1383 bis vor 1530 an den Elendenaltar in St. Nikolai. Der 21. Anteil lag vor 1385 bis nach 1472 bei den Gebrüdern Rakow und bestand aus Hebungen aus vier Hufen, von denen zwei 12 Scheffel Roggen und zwei weitere je 8 Scheffel Roggen gaben (1472). Es war bis 1386 ein Afterlehen der Herren von der Dahme. Der 22. Anteil (zwei Hufen) lag vor 1392 bei der Familie von Buchholtz. Der 23. Anteil war vor 1414 im Besitz der Klosterjungfrau Dennwitz aus Jüterbog und bestand aus den Hebungen aus einer Hufe, die 10 Scheffel Roggen, 4 Scheffel Gerste, 6 Scheffel Hafer und Geld gab. Der 24. Anteil war vor 1446 bis 1488 im Besitz der Gebrüder Lindwurm und der Gebrüder Rode. Er kam 1488 bis 1520 an die von Kotze aus Germersleben und von dort an die (von) Schütz zu Dahme. Im Jahr 1699 übernahm das Amt Jüterbog, die es 1710 an die Familie Abitsch, Dathe und Brenütz weitergaben. Sie hielten den Anteil bis 1715 und verkauften ihn an die Familie Flemming, die ihn bis nach 1754 hielten. Es handelte sich um die Hebungen aus einem Hufen eines Erben, die 9 Scheffel Roggen, 9 Scheffel Hafer und den Fleischzehnten ergaben (1446). Der 25. Anteil gehörte bis 1464 den von Aken aus Berlin, die ihn 1464 an die von der Zauche weitergaben. Von dort kam er 1467 bis nach 1848 an die Familie Wilmersdorf aus Jüterbog. Es handelte sich um die Hebungen aus einer Hufe, die 6 Scheffel Roggen und 6 Scheffel Hafern brachten (1464). Der 26. Anteil war vor (?) 1466 bis nach 1478 im Besitz der von Schleinitz; es handelte sich um Hebungen aus drei Hufen, die jede 6 Scheffel Roggen, 6 Scheffel Hafer und Geld gaben (1466). Der 27. Anteil gehörte vor (?) 1466 bis 1655 der Familie Heinrichsdorf aus Treuenbrietzen und gelangte 1655 an den Rittmeister Junack und seine Erben, die ihn bis 1691 hielten. Von dort kam er von 1691 bis 1742 an die Familie Wollersheim, von 1742 bis nach 1813 an die Familie Flemming und bestand aus Hebungen aus zwei Hufen, die jede 9 Scheffel Roggen, 9 Scheffel Hafer und den Zehnten sowie ein Rauchhuhn ergaben (1466). Der 28. Anteil gehörte vor (?) 1466 bis 1516 der Familie Laurentz, einem Bürger aus Jüterbog und kam 1516 bis 1583 an die von Thümen. Sie verkauften ihn 1583 an die von Seelen, die ihn bis 1669 hielten. Es handelte sich um Hebungen aus drei Hufen, die jede 9 Scheffel Roggen, 6 Scheffel Hafer und 3 Scheffel Gerste gaben (1446). Der 29. Anteil gehörte vor 1446 bis 1567 der Familie Plathe aus Jüterbog und kam 1567 bis nach 1699 an die Familie von Schönermerk. Es handelte sich um Hebungen auf vier Hufen, die jede 9 Scheffel Roggen, 9 Scheffel Hafer, Geld und den Fleischzehnten gaben. Den 30. Anteil besaß bis 1446 die Familie Heinrichsdorf, die ihn an den Geleitsmann Rasch aus Jüterbog bzw. dessen Erben verkauften, die ihn bis 1555 hielten. Es handelte sich um Hebungen aus zwei Hufen, die je 9 Scheffel Roggen und 9 Scheffel Hafer gaben (1470). Dieser Anteil wurde geteilt. Die Hälfte der Hebungen hielt 1555 der Bürger Jungermann aus Jüterbog, die andere Hälfte besaß der Bürger Kemnitz aus Berlin. Den 31. Anteil besaßen bis 1492 die von Tuch, die ihn an den Kanzleischreiber Freudemann bzw. dessen Erben weitergaben, die ihn bis 1567 hielten. Anschließend übernahmen die von Schönermark auch diesen Anteil und hielten ihn bis 1699. Sie besaßen bereits 1558 einen Teil der Hebungen, der sich in Summe auf Hebungen aus einer Hufe belief, die 8 Scheffel Roggen und 8 Scheffel Hafer gab. Den 32. Anteil besaß von 1538 bis 1687 die Familie von Klitzing, die ihn an die Familie von Lüttichau weitergaben, die ihn bis nach 1689 hielten. Es handelte sich um zwei Pfühle (1538), seit 1568 auch noch Geldabgaben der Gemeinde. Der 33. Anteil lag vor 1546 bis 1568 bei der Familie Schilling und kam anschließend an die Familie von Raschkau, die ihn bis 1621 hielten. Anschließend übernahm auch hier die Familie Klitzing den Anteil und hielt ihn bis vor 1648. Es handelte sich um Hebungen aus drei Erben und Hufen, die einmal 1 Malter Getreide, einmal 10 Scheffel Getreide und viermal Scheffel (Korn?) gaben (1546). Der Rat von Jüterbog hielt vor 1648 den 34. Anteil aus Hebungen von drei Hufen, die zweimal 8 Scheffel Roggen, 8 Scheffel Gerste und einmal 12 Scheffel Roggen, 12 Scheffel Hafer gaben. Die Kirche St. Nikolai hielt vor 1648 den 35. Anteil bestehend aus Hebungen von zwei Hufnern, die einmal 12 Scheffel Roggen, 12 Scheffel Hafer und einmal 6 Scheffel Roggen und 6 Scheffel Hafer gaben (1648). Hier könnte ein Zusammenhang mit dem 16. Anteil bestehen.
Zu Beginn des 14. entstand eine Dorfkirche. In dieser Zeit wurde von Bochow im Jahr 1335 als Kirchdorf berichtet; im Jahr 1368 als Dorf (villa, ebenso 1383). Außerdem erschien im Jahr 1399 ein Peter Schulze aus Bochow in Jüterbog.

### 15. und 16. Jahrhundert
Im Jahr 1412 erschien erstmals ein Schulte; ebenso im Folgejahr, als brandenburgische Adelige das Dorf überliefen und die 20 Einwohner beraubten. Sie nahmen 56 Pferde mit; der Schaden wurde auf 160 Schock böhmische Groschen beziffert. Im Jahr 1492/1496 wurde Bochow als Amtsdorf mit der wüsten Feldmark Grünthal genannt.
Um 1500 zahlten die Bewohner 17 1⁄2 Schock zur Anlage an Steuer; 1516 waren es 36 Rheinische Gulden (fl) zur Steuer; 1534 waren es 60 fl 14 Groschen (gr) zum 50. Pfenning. Im Jahr 1562 erschienen zwei Pfarrhufen. Der Pfarrer erhielt die 30. Mandel vom Getreidezehnten sowie den dritten Teil vom Fleischzehnten. Die Kirche besaß einen Gotteshof mit einer Größe von rund einem Morgen (Mg) sowie ein Morgen, die Dorfstete genannt wurde und ein Hinweis auf Grünthal sein könnte. Außerdem besaß die Kirche 2 Mg Heideland und ein kleines Stück Land, das Gottesgehre genannt wurde. Ihre Einnahmen betrugen 8 Scheffel von der Windmühle; zahlreiche Bauern gaben Geldzinsen, einige von den Grünischen Höfen. Der Küster bekam 3 Malter 6 Scheffel Rogge von den Hufnern und von jeder Hufe 1⁄2 Scheffel von jeder Hufe, außerdem 35 Brote von den Hufnern und Kossäten sowie ein Ei von jeder Hufe. Ab 1566 gab es infolge der Reformation kein Erzbistum und Erzbischof mehr. Rechtsnachfolger war der Administrator von Magdeburg bis 1635. Bei einer Visitation im Jahr 1562 wurden 35 Hauswirte festgestellt, ebenso im Jahr 1584 sowie ein Pfarrer. Die Bewohner zahlten 1586 Abgaben in Höhe von 30 Talern 10 gr 8 Pfennig (d) zum 70. Pfennig, davon waren 22 gute Groschen beim wüsten Gut ausstehend.

### 17. Jahrhundert
Bei einer weiteren Visitation um 1600 wurden erneut 35 Hauswirte festgestellt. Im Jahr 1606 lebten im Dorf 23 Bauern und neun Kossäten; 1609 waren es 32 Untertanen. Um 1625 lebten im Dorf 19 Hufner, vier Halbspänner und zehn Kossäten. Zwei Jahre später waren es nur noch 23 Hufner und neun Kossäten. Bochow kam von 1635 bis 1656 in den Besitz des Kurfürsten von Sachsen. 1657 folgte dann der Herzog von Sachsen-Weißenfels. In dieser Zeit lebten im Dorf neun Hufner, vier Halbspänner und drei Kossäten (1637) bzw. 17 Untertanen (1638). Die Statistik zählte neben dem Richter, zwei Kossäten und einen kranken Einwohner. Im Jahr 1648 besaß der Schulze das Lehngut mit vier freien Lehnhufen und einer Pachthufe. Es gab 15 Vierhufner, davon lagen sechs wüst – eine Folge des Dreißigjährigen Krieges; zwei hatten zwei wüste Hufen in Grünthal. Von den zwei Dreihufnern lag ein Hof wüst, von den vier Zweihufnern waren es zwei. Es gab zehn Kossätenstellen, von denen sieben wüst lagen und eine abgebrannt war. Ein Bewohner war der Müller und besaß eine Hufe; das Dorf war in Summe 86 Hufen groß. Im Jahr 1658 gab es zwei Fünfhufner (darunter den Schulzen), 13 Vierhufner (ein Hof davon wüst), vier Dreihufner, vier Zweihufner (davon zwei wüst) sowie ein Einhufner, der auch der Müller war. Von den neun Kossätenhöfen lagen sechs noch wüst. Für das Jahr 1661 wurden 51 Dorfhufen genannt. Die Bauern bewirtschafteten außerdem die 33 Hufen des wüst gefallenen Dorfes Grünthal, das östlich an die Gemarkung von Bochow anschloss. Im Jahr 1699 gab es 23 Bauerngüter (davon drei wüst): Zwei Fünfhufner (darunter der Land- und Lehnschulze mit vier Lehn- und einer Pachthufe), 13 Vierhufner (davon eines wüst), vier Dreihufner (davon eines wüst), vier Zweihufner (davon zwei wüst) sowie 10 Kossätengüter (davon sechs wüst, zwei mit je einer Hufe). Das Dorf war 84 Hufen groß, davon waren 69 Hufen gangbar, elf wüst und vier freie Lehnhufen.

### 18. Jahrhundert
Im Jahr 1704 lebten im Dorf zwei Fünfhufner (darunter der Lehnschulze), 13 Vierhufner, vier Dreihufner, vier Zweihufner (davon ein wüst). Zwei Kossätenhöfe kamen auf je 3 Scheffel Aussaat, ein Kossätenhof auf 2 1⁄2 Scheffel Aussaat, zwei Kossätenhöfe auf je 2 Scheffel Aussaat und ein Kossätenhof auf 2 Scheffel Aussaat, der auch die Windmühle und eine Hufe besaß. Ein weiterer Kossätenhof kam auf 1 1⁄2 Scheffel Aussaat und einer Hufe, ein anderer Kossätenhof hatte 1 1⁄2 Scheffel Aussaat und zwei Stückchen Acker im Felde sowie ein weiterer Kossätenhof, der 1 Scheffel Aussaat ausbringen konnte. Ein Kossätenhof lag wüst. Das Dorf war nach wie vor 84 Hufen groß (1706). Eine umfangreiche Statistik aus dem Jahr 1721 führte 33 Mann auf: den Lehnschulzen, 22 Bauern oder Anspänner und zehn Kossäten. Ein Kossätenhof lag nach wie vor wüst. Der Lehnschulze besaß vier freie Hufen und eine Pachthufe, sowie den Grünischen Hof zu 1 1⁄2 Scheffel Aussaat, ein Stück Acker und Wiese zu 1 1⁄4 Scheffel Aussaat, das Seelichen genannt wurde. Es gab vier Dreihufner, von denen einer drei wüste Hufen in Grünthal und vier Grünische Höfe zu 6 Scheffel Aussaat besaß. Zwei hatten je eine wüste Hufe zu Grünthal und einen Grünischen Hof zu 1 1⁄2 Scheffel Aussaat. Im Dorf lebten weiterhin 18 Zweihufner. Einer hatte vier Grünische Höfe zu 6 Scheffel Aussaat, einer hat 3 Grünische Höfe zu 4 1⁄2 Scheffel Aussaat und ein Stück hinterm Dorf am Gotteshofe mit 12 Metzen Aussaat. Acht Zweihufner hatten je zwei wüste Hufen zu Grünthal und je zwei Grünische Höfe zu 3 Scheffel Aussaat, fünf hatten je eine wüste Hufe zu Grünthal, außerdem hatten drei je einen Grünischen Hof mit 1 1⁄2 Scheffel Aussaat. Ein Kossätenhof lag wüst; ein Kossätenhof (der Windmüller) hatte einen Hof mit 1 1⁄2 Scheffel Aussaat, die Mühle vor dem Dorf und eine Hufe. Ein Kossät hatte den Hof zu 1 Scheffel Aussaat, 1 Gehr im Bochischen Feld zu 1 1⁄2 Scheffel Aussaat und 1 Gehr im Grünischen Feld zu 1 1⁄2 Scheffel Aussaat. Ein Kossät besaß einen Hof zu 3 Scheffel Aussaat, 1 Kloth von 8 Metzen und 1 Kloth von 4 Metzen Aussaat. Ein anderer Kossät besaß einen Hof mit 3 Scheffel Aussaat und ein Stück Acker, der Gehr genannt wurde. Dort brachte er 3 Scheffel aus. Ein weiterer Kossät hatte den Hof zu 3 Scheffel Aussaat, drei Kossäten hatten einen Hof mit je 2 Scheffel Aussaat. Ein Halbkossät erbaute 1701 an einer wüsten Stelle einen Hof mit 1 Scheffel Aussaat. 1746 war Bochow wieder im Besitz des Kurfürsten von Sachsen bzw. ab 1806 dem König von Sachsen. In dieser Zeit gab es 23 Hufner (darunter den Schulzen), neun Kossäten und zwei Häusler (1746). Ein Jahr später war die Gemarkung 84 Hufen groß. Hinzu kamen die Pfarrhufen und 34 wüste Hufen in Grünthal. Im Dorf wurden 36 Feuerstellen betrieben (1760). Im Jahr 1770 lebten im Dorf 19 Hufner und Vollspänner, vier Halbspänner, zwei Ganzkossäten, fünf Mittelkossäten, zwei Halbkossäten und zwei Häusler. Im Dorf standen außerdem drei unbewohnte und publike Häuser: zwei gemeinschaftlich genutzte Hirtenhäuser sowie eine unbewohnte Schmiede.

### 19. Jahrhundert
Im neuen Jahrhundert lebten im Dorf 23 Anspänner, neun Kossäten, zwei Häusler, die 68 Pferde, 86 Kühe und 1187 Schafe hielten. Weitere Angaben liegen aus dem Jahr 1812 vor. Demzufolge beschäftigte der Prediger einen Knecht und eine Magd. Es gab einen Schullehrer, den Schulzen mit Bierausschank, zwei Geschwistern und seiner Mutter. In Bochow lebten außerdem der Halbhufner und Windmüller mit Tochter und Tagelöhner, ein weiterer Halbhufner mit Windmüller und zwei Kindern sowie sieben Kötter und sechs Häusler; in Summe 40 Steuerpflichtige. 1815 kam Bochow infolge des Wiener Kongresses zusammen mit der Stadt Jüterbog zu Preußen. Im Dorf lebten in diesem Jahr unter anderem zwei Windmüller, ein Schneider, ein Zimmermeister, ein Hausschlächter, ein Ölschläger und zwei Grützmacher. 1817 wurde aus der Vogtei das Amt Jüterbog. 1817 bis 1874 war das Amt Zinna für die Gerichtsbarkeit zuständig. Ausweislich einer Statistik gab es im Jahr 1817 insgesamt 32 Eigentümer, Erbpächter und Erbzinsleute mit 72 Hufen. Im Dorf gab es zwei Schneidermeister, ein Zimmermann mit Gehilfen bzw. Lehrling, ein Grobschmiedemeister mit einem Gehilfe, eine Windmühle ein Krug sowie 30 männliche und 18 weibliche Dienstboten sowie 44 Wohnhäuser (1837). Im Jahr 1858 war das Dorf 4848 Mg groß, darunter 60 Mg Gehöfte, 4746 Mg Acker und 72 Mg Wiese. Dort standen sechs öffentliche 44 Wohn- und 109 Wirtschaftsgebäude, darunter zwei Getreidemühlen.

### 20. Jahrhundert
Im Jahr 1900 war Bochow 1380,2 Hektar groß. Dort standen 76 Häuser, in denen drei Altsitzer, ein Bäckermeister, ein Einhufner, ein Gastwirt und Kaufmann sowie drei Häusler wohnten. Es gab einen Kaufmann und Gastwirt, fünf Kossäten, einen Lehrer, zwei Mauerer, einen Maurer und Nachtwächter, zwei Müller, einen Ortsvorsteher, einen Schankwirt, ein Superintendent, einen Tischlermeister sowie einen Viehkastrierer und Hausschlächter. Im Jahr 1930 war Bochow 1380,5 Hektar groß. Dort standen 78 Wohnhäuser mit 91 Haushaltungen (1931). Im Jahr 1939 gab es 19 land- und forstwirtschaftliche Betriebe, die zwischen 20 und 100 Hektar groß waren. Weitere 25 Betriebe waren zwischen 5 und 10 Hektar groß, 15 zwischen 0,5 und 5 Hektar.
Nach dem Zweiten Weltkrieg wurden 57,9 Hektar enteignet: 53,2 Hektar Acker, 0,2 Hektar Gärten, 3,9 Hektar Wiese und Weide, 0,2 Hektar Hofräume, 0,1 Hektar Wege und Ödland. Davon gingen 13,7 Hektar an drei landlose Bauern und Landarbeiter, 19,4 Hektar an zehn landarme Bauern und 24,8 Hektar an vier Umsiedler. Kurz darauf gründete sich eine LPG Typ III mit 27 Mitgliedern und 225 Hektar Land (1953), der 1960 über 15 Mitglieder und 1169 Hektar verfügte. Sie wurde 1975 an die LPG Typ III Rohrbeck angeschlossen. Im Jahr 1983 bestand die LPG (T) Rohrbeck mit Betriebsteil Bochow.

## Bevölkerungsentwicklung
| Jahr      | 1817 | 1837 | 1858 | 1871 | 1885 | 1895 | 1905 | 1925 | 1939 | 1946 | 1964 | 1971 | 1981 |
| Einwohner | 299  | 334  | 343  | 391  | 427  | 515  | 464  | 431  | 472  | 654  | 529  | 476  | 412  |

## Kultur und Sehenswürdigkeiten

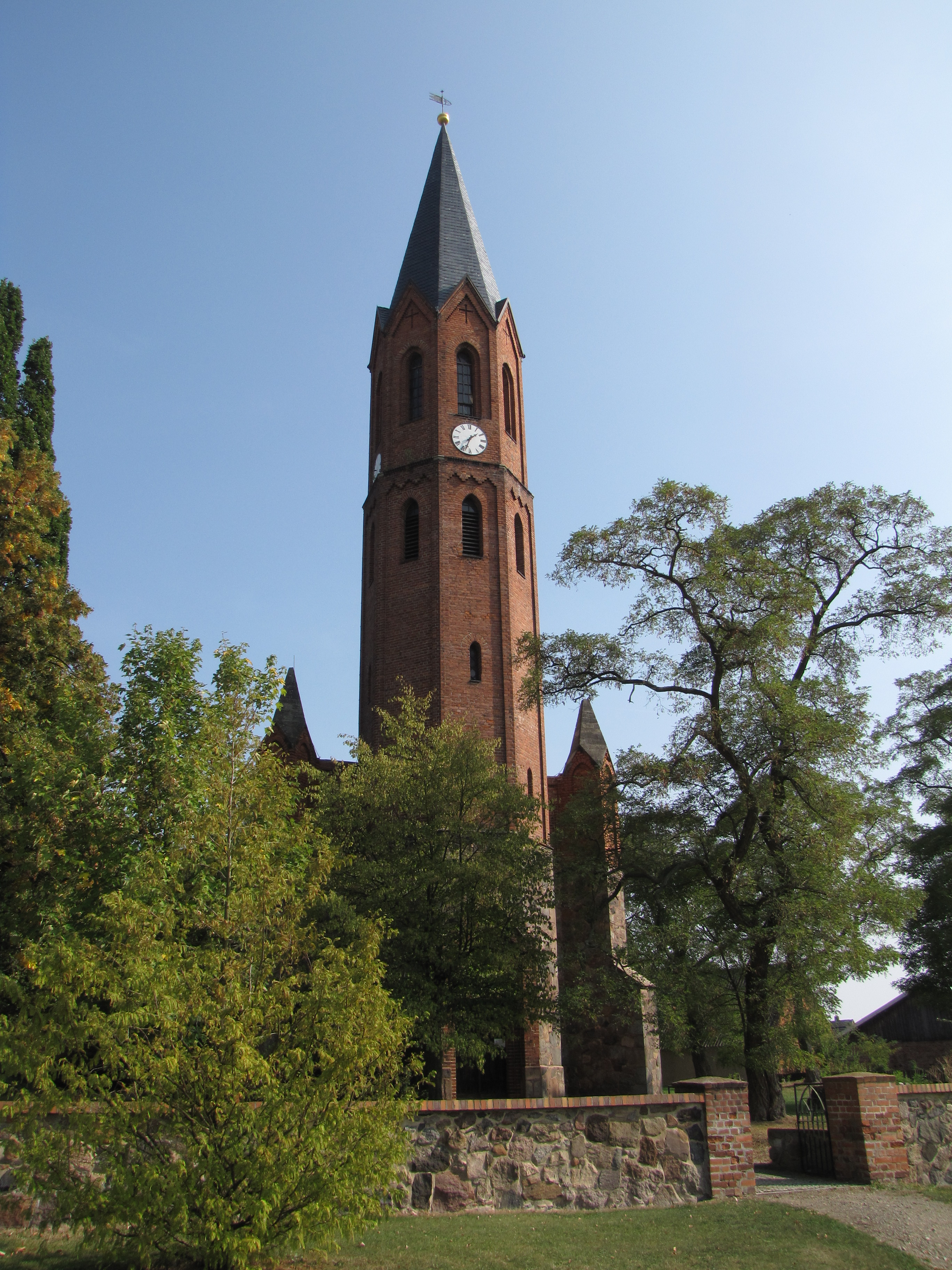
Der Turm der Dorfkirche, von Westen

Das markanteste Gebäude in Bochow ist die Dorfkirche mit ihrem 43 Meter hohen, weithin sichtbaren Turm. Der Kirchturm gehört zu der im Kern gotischen Feldsteinkirche, deren Chor wohl auf eine kleine Saalkirche aus Feldstein aus dem Anfang des 14. Jahrhunderts zurückgeht. Das heutige, etwas breitere Schiff stammt wohl erst aus dem frühen 16. Jahrhundert. Die Kirche ist innen von einem Kreuzrippengewölbe überwölbt. Der Turm der Kirche aus einem Feldstein-Unterbau und einem Aufbau aus Backsteinen wurde 1856 errichtet und 1967 erneuert.
1993 wurden im Rahmen einer Befliegung die Überreste einer Kreisgrabenanlage aus der Jungsteinzeit entdeckt. Die Kreisgrabenanlage von Bochow gilt als ältestes und größtes Gemeinschaftsbauwerk im Raum Berlin/Brandenburg, ist als Bodendenkmal ausgewiesen und mit dem in England gelegenen Woodhenge vergleichbar.

## Tourismus
Bochow liegt am Flaeming-Skate (Rundkurs 1).

## Verkehr
Der nächstgelegene Bahnhof befindet sich im Nachbarort Oehna, von wo aus man in 45 Minuten in Berlin ist. Bochow liegt einen Kilometer westlich der Bundesstraße B101 (etwa 70 Kilometer bis Berlin).